# 공공 마이데이터
공공 마이데이터는 행정기관이나 공공기관이 보유한 데이터의 정보주체가 해당 행정기관으로 하여금 본인에 관한 데이터를 본인에게 제공하도록 또는 본인이 지정하는 자에게 제공하도록 요구할 수 있는 서비스이다. 
예를 들어 지방자치단체가 주민의 주민등록표등본 데이터를 보유하고 있는데, 그 주민이 지방자치단체로 하여금 자신의 주민등록표등본에 담긴 데이터의 전부 또는 일부를 자신이 내려받을 수 있도록 또는 다른 기관에 전송하도록 요구할 수 있다. 
공공 마이데이터는 금융 마이데이터나 의료 마이데이터 등과 함께 마이데이터의 한 분야인데, 구별되는 점은 행정기관이나 공공기관이 보유한 데이터가 대상이라는 점이다. 

## 도입 경과

### 민원처리법에 따른 공공 마이데이터
2020년 10월 20일 민원 처리에 관한 법률(약칭 민원처리법)이 개정되어 '제10조의2(민원인의 요구에 의한 본인정보 공동이용)' 조문이 신설되었고, 이 조문이 2021년 10월 21일 시행됨으로써 민원인이 행정기관과 공공기관에 민원을 신청하는 과정에서 마이데이터 서비스를 이용할 수 있게 되었다.
본인에 관한 행정정보의 제공 요구 및 전자적 제공 등의 업무와 관련된 세부사항을 정하기 위하여 행정안전부는 행정안전부고시로 '민원인의 요구에 의한 본인정보 공동이용 운영 지침'과 '민원인의 요구에 의한 공동이용 대상 본인정보'를 각각 제정하고 시행했다.

### 전자정부법에 따른 공공 마이데이터
2021년 6월 8일 전자정부법이 개정되어 '제43조의2(정보주체 본인에 관한 행정정보의 제공요구권)' 조문이 신설되었고, 이 조문이 2021년 12월 9일 시행됨으로써 민원을 제외하고도 정보주체가 행정기관과 공공기관이 보유한 행정정보에 대하여 마이데이터 서비스를 이용할 수 있게 되었다.
중앙행정기관등이 본인에 관한 행정정보의 전자적 제공 등 업무를 처리함에 있어 필요한 사항을 규정하기 위하여 행정안전부는 행정안전부고시로 '본인에 관한 행정정보의 제공 등에 관한 고시'를 제정하고 시행했다.

## 보유기관 및 대상 정보
공공 마이데이터의 보유기관은 전자정부법상의 '중앙행정기관등'(중앙행정기관과 그 소속 기관, 지방자치단체 및 공공기관), 민원처리법상의 '민원처리기관'이다. 

### 개별 본인정보
정보주체가 공공 마이데이터로 요구할 수 있는 개별 본인정보는 다음 두 고시에 있다.
- 전자정부법 제43조의2에 따라 고시된 '본인에 관한 행정정보의 제공 등에 관한 고시'의 별표 1[4] (2022년 7월 기준으로 95종이다.)
- 민원처리법 제10조의2에 따라 고시된 '민원인의 요구에 의한 공동이용 대상 본인정보'의 본문[3]

| 본인정보 보유기관  | 전자정부법 제43조의2에 따른 본인정보 | 민원처리법 제10조의2에 따른 본인정보 |
| ------------------ | --- | --- |
| 외교부             | 재외국민등록부등본, 해외이주신고확인서, 여권 | - |
| 법무부             | 국내거소신고사실증명, 외국인등록사실증명, 출입국에관한사실증명(국민에한함) | - |
| 국방부             | 군인연금(퇴직연금) 수급권자 확인서, 군인연금(상이) 수급권자 확인서, 군인연금(유족) 수급권자 확인서 | - |
| 행정안전부         | 국외이주신고증명서, 주민등록표 등·초본, 지방세납부확인서(등록면허세면허분), 지방세납세증명서, 지방세세목별과세(납세)증명서(자동차세), 지방세세목별과세(납세)증명서(재산세) | 주민등록표 등·초본, 지방세납세증명서, 지방세세목별과세(납세)증명서(자동차세), 지방세세목별과세(납세)증명서(재산세), 지방세납부확인서(등록면허세면허분)                          |
| 농림축산식품부     | 농업경영체증명서, 농업경영체등록확인서, 임업경영체등록확인서 | - |
| 보건복지부         | 국민기초생활수급자증명서, 자활근로자확인서, 장애인연금(경증)장애수당장애아동수당수급자확인서, 장애인증명서, 차상위계층확인서 | - |
| 여성가족부         | 한부모가족증명서 | - |
| 국토교통부         | 개별공시지가확인서, 개별주택가격확인서, 공동주택가격확인서, 다가구주택호별면적대장, 일반건축물대장, 집합건축물대장(전유부), 집합건축물대장(표제부), 부동산종합증명서(토지), 부동산종합증명서(토지,건축물), 부동산종합증명서(토지,집합건물), 이륜자동차사용신고필증, 자동차등록증, 자동차등록원부, 자동차말소등록사실증명서, 지적전산자료, 토지(임야)대장 | 자동차등록원부, 이륜자동차사용신고필증, 자동차말소등록사실증명서 |
| 해양수산부         | 선박원부, 어업면허증, 어업경영체등록확인서 | - |
| 중소벤처기업부     | 중소기업확인서 | - |
| 국가보훈처         | 국가유공자(유족)/5·18민주유공자(유족)확인서, 제대군인인재정보, 보훈대상자취업정보 | - |
| 국세청             | (국세)납세증명서, 납세사실증명, 사업자등록증명, 소득금액증명, 폐업사실증명, 휴업사실증명, 부가가치세과세표준증명, 표준재무제표증명(개인), 부가가치세면세사업자수입금액증명, 근로(자녀)장려금수급사실증명 | (국세)납세증명서, 소득금액증명, 납부내역증명, 휴업사실증명, 사업자등록증명, 폐업사실증명, 부가가치세과세표준증명, 표준재무제표증명(법인·개인), 부가가치세면세사업자수입금액증명 |
| 관세청             | 관세납세증명서 | 관세납세증명서 |
| 병무청             | 병적증명서, 병역명문가증 | - |
| 특허청             | 디자인등록원부, 상표등록원부, 실용신안등록원부, 특허등록원부 | - |
| 국가평생교육진흥원 | 학점은행제학위증명 | - |
| 공무원연금공단     | 공무원연금내역서 | - |
| 국민건강보험공단   | 4대사회보험료완납증명서, 건강보험자격득실확인서, 건강보험자격확인서, 건강·장기요양보험료납부확인서(지역가입자), 건강·장기요양보험료납부확인서(직장가입자), 사업장건강·장기요양보험료납부확인서, 차상위본인부담경감대상자증명서, 건강·연금보험료완납(납부)증명서                                                                                          | - |
| 국민연금공단       | 국민연금가입자가입증명, 사업장국민연금보험료월별납부증명, 연금산정용가입내역확인서 | - |
| 국민체육진흥공단   | 개인체력측정결과및인증등급 | - |
| 근로복지공단       | 고용보험료완납증명원, 산재보험급여지급확인원, 산재보험료완납증명원, 고용보험피보험자격이력내역서(상용), 고용보험일용근로내역서, 고용ᐧ산업재해보상보험가입증명원 | - |
| 대한상공회의소     | 국가기술자격확인서 | - |
| 한국부동산원       | 부동산전자계약서 | - |
| 한국산업인력공단   | 국가기술자격확인서 | - |
| 질병관리청         | 국가예방접종이력정보* (※ 이 정보는 2023년 6월 30일까지 한시적으로 정보주체 요구에 따라 정보주체 본인과 행정·공공기관에 제공하는 경우로만 한정) | - |
| 건강보험심사평가원 | 투약이력조회정보* (※ 이 정보는 2023년 6월 30일까지 한시적으로 정보주체 요구에 따라 정보주체 본인과 행정·공공기관에 제공하는 경우로만 한정) | - |
| 국민건강보험공단   | 건강검진결과통보서*, 건강검진결과통보서(신장질환항목)*, 검진정보*, 진료내용조회정보*, 영유아건강검진정보*, 암건강검진정보* (※ 이 정보는 2023년 6월 30일까지 한시적으로 정보주체 요구에 따라 정보주체 본인과 행정·공공기관에 제공하는 경우로만 한정) | - |
| 대법원             | - | 가족관계등록사항별 증명서 (가족관계·기본·혼인관계·입양관계 증명서) |

### 묶음정보
묶음정보는 위의 개별 본인정보들로부터 필요한 데이터 항목만을 추출하여 묶은 것이다. 정보주체가 공공 마이데이터로 요구할 수 있는 묶음정보는 2022년 4월 기준으로 24종이다.
| 서비스 (기관)                                            | 내용 |
| -------------------------------------------------------- | --- |
| 경기 일자리정책 거주정보 확인서비스 (경기도일자리재단)   | 경기도 ‘청년기본소득’을 포함한 일자리사업 신청시 도 내 거주기간을 확인하기 위하여 제공하는 서비스                                                                |
| 경기도 일자리정책 현거주지확인 서비스 (경기도일자리재단) | 경기도 내 거주여부를 확인하여 일자리사업 신청시 편리함을 제공하기 위한 서비스                                                                                    |
| 은행 신용대출 서비스 (한국신용정보원)                    | 대출신청자의 신용만으로 금융회사에서 대출해주는 서비스 |
| 신용카드 신청서비스 (한국신용정보원)                     | 개인이 신용카드 발급을 신청하는 서비스 |
| 개인 채무조정 서비스 (신용회복위원회)                    | 과중채무자의 채무감면, 상환기간 연장을 통한 안정적인 채무상환을 지원해주는 서비스                                                                                |
| 청약홈서비스 (한국부동산원)                              | 주택을 분양 받으려 하는 사람에게 온라인 주택청약 신청을 지원해주는 서비스                                                                                        |
| 소상공인 자금신청 서비스 (소상공인시장진흥공단)          | 소상공인에 대한 정책자금 융자로 자금을 융통해주는 서비스 |
| 제대군인 국가유공자취업 지원서비스 (한국고용정보원)      | 구직자와 구인기관간 일자리 매칭 지원 서비스 |
| ‘내가 먹는 약! 한눈에’ 서비스 (건강보험심사평가원)       | 개인의 최근 1년 간 복용한 의약품 정보를 확인할 수 있는 서비스 |
| 주민등록증 재발급신청 (제주특별자치도)                   | 주민등록증 분실, 훼손, 성명변경, 사진변경, 지문재등록 등의 사유로 주민등록증을 재발급 받고자 할 때 신청하는 민원사무                                             |
| 국가R&D사업 연구원 참여자격확인 서비스 (한국연구재단)    | 국가R&D사업에 참여하기 위해 연구기관으로부터 연구원 자격을 확인받는 서비스                                                                                       |
| 우체국 서민지원 예금상품 서비스 (우정사업본부)           | 기초생활 수급자, 장애인, 한부모가정, 소상공인 등 사회 소외계층을 대상으로 우대금리 등을 제공하는 서민지원 예금상품 서비스                                        |
| 세액공제용 소상공인확인서 (소상공인시장진흥공단)         | 착한임대인 세액공제 신청을 위한 소상공인확인서 발급 서비스 |
| 강원도 도민증명 (강원도)                                 | 강원도민임을 확인하여 강원도 공공행정서비스 제공 |
| 비대면 육아기본수당 신청 (강원도)                        | 강원도 육아기본수당 자격검증을 통해 비대면 보조금 신청 및 지급 서비스 제공                                                                                       |
| 주민등록전입신고 (제주특별자치도)                        | 하나의 세대에 속하는 자의 전원 또는 그 일부가 거주지를 이동한 때에는 새로운 거주지에 전입한 날부터 14일 이내에 주소지 변경을 신고하는 업무                       |
| 주민등록 전입세대 열람신청 (제주특별자치도)              | 민원인이 주민등록 전입세대 열람이 필요한 경우 신청하는 서비스 |
| 사회복지서비스 및 급여제공신청 (제주특별자치도)          | 기초생활보장, 보육지원, 기초노령연금, 장애인복지, 차상위계층, 아동 및 청소년지원 등 복지서비스를 받고자 하는 자가 사회복지서비스 및 급여제공을 신청하는 민원사무 |
| 출생신고 (제주특별자치도)                                | 출생자의 출생사실을 신고의무자가 출생일로부터 1개월 이내에 신고하는 업무                                                                                         |
| 문화이용권(신규발급,재발급,재충전)신청 (제주특별자치도)  | 문화누리카드(통합문화이용권) 수혜대상자가 문화누리카드 발급을 받기 위해 신청하는 서비스                                                                          |
| 재산조회 통합처리신청 (제주특별자치도)                   | 금융내역, 토지, 세금 등 재산의 조회를 시·구,읍·면·동에서 한 번에 통합 신청하는 서비스                                                                            |
| 아동급식 신청 (제주특별자치도)                           | 저소득층 가정의 아동들이 건강하게 자랄 수 있도록 급식 지원 등을 통해 결식예방 및 영양개선을 목적으로 하는 서비스                                                 |
| 나의건강기록 (보건복지부)                                | 공공기관에 분산된 개인 건강정보를 통합적으로 확인할 수 있도록 지원                                                                                               |
| 119안심콜 (소방청)                                       | 119 신고 시 질병특성에 따라 구급활동이 가능하도록 지원해주는 서비스                                                                                              |